# دانوبیوسور
دانوبیوسور (نام علمی: Struthiosaurus) نام یک سرده از تیره برجسته‌خزندگان است.